# Sericopelma
Sericopelma es un género de arañas migalomorfas de la familia Theraphosidae. Son originarias de México, Centroamérica y Sudamérica.  

## Especies
Según The World Spider Catalog 11.0:
- Sericopelma commune F. O. Pickard-Cambridge, 1897
- Sericopelma dota Valerio, 1980
- Sericopelma fallax Mello-Leitão, 1923
- Sericopelma ferrugineum Valerio, 1980
- Sericopelma generala Valerio, 1980
- Sericopelma immensum Valerio, 1980
- Sericopelma melanotarsum Valerio, 1980
- Sericopelma panamense (Simon, 1891)
- Sericopelma rubronitens Ausserer, 1875
- Sericopelma silvicola Valerio, 1980
- Sericopelma striatum (Ausserer, 1871)
- Sericopelma upala Valerio, 1980